# 九龙盘
九龙盘又名褐黃蜘蛛抱蛋、俗名：接骨丹（学名：Aspidistra lurida）是天门冬科蜘蛛抱蛋属的植物。分布在台灣以及中国的湖北、四川、广东、福建、贵州、湖南、浙江、广西、江西等地，生长于海拔600米至1,700米的地区，多生长于山坡林下以及沟旁，目前尚未人工栽培。

## 别名
竹叶盘（四川），青蛇莲、蛇莲、接骨丹、蜈蚣草（四川成都），盘龙七、走石马、寸八节（重庆），赶山鞭（江西），蜈蚣草、地蜈蚣、赶山鞭（湖南），竹叶根（浙江）